# Sigmoilinita
Sigmoilinita es un género de foraminífero bentónico de la subfamilia Sigmoilinitinae, de la familia Hauerinidae, de la superfamilia Milioloidea, del suborden Miliolina y del orden Miliolida. Su especie tipo es Quinqueloculina tenuis. Su rango cronoestratigráfico abarca desde el Tortoniense (Mioceno medio) hasta la Actualidad.

## Discusión
Ha sido considerado como un sinónimo posterior de Spirosigmoilina.

## Clasificación
Sigmoilinita incluye a las siguientes especies:
- Sigmoilinita ariakensis
- Sigmoilinita costata, también considerado como Sigmoilina costata
- Sigmoilinita distorta, también considerado como Sigmoilina distorta
- Sigmoilinita elliptica, también considerado como Sigmoilopsis elliptica
- Sigmoilinita granulifera
- Sigmoilinita grata, también considerado como Sigmoilina grata
- Sigmoilinita subpanda
  - Sigmoilinita subpanda nuda
- Sigmoilinita tenuis, también considerado como Spirosigmoilina tenuis